# Annelore Köster-Pflugmacher
Annelore Köster-Pflugmacher (* 19. März 1919 in Königsberg (Preußen) als Annelore Trapp; † 12. August 2002) war eine deutsche Chemikerin und Hochschullehrerin für Chemie.

## Leben und Wirken
Köster-Pflugmacher wurde in Königsberg geboren. Ihren ersten Mann, Dietrich Pflugmacher, lernte sie an der Universität Königsberg kennen und heiratete ihn 1941. Im Juli 1943 wurde sie Witwe. Sie floh 1945 vor dem Einmarsch der russischen Truppen aus Königsberg in den Westen. Ihre zweite berufliche Heimat fand sie 1950 in Aachen. 1962 heiratete sie den Chemiker Alfred Köster. Seit 1964 wohnte sie in Langenfeld (Rheinland) und lebte dort bis zu ihrem Tod.

## Wissenschaftliche Ausbildung und Karriere
Annelore Köster-Pflugmacher studierte ab 1937 an der Universität Königsberg Chemie und wurde dort am Institut für Anorganische Chemie bei Robert Schwarz promoviert. Ihr Forschungsschwerpunkt waren Halogenverbindungen. In ihrer Dissertation widmete sie sich den Siliciumiodiden. Köster-Pflugmacher erhielt am 21. November 1942 den Grad eines Doktors der Naturwissenschaften von der Universität Königsberg. Von Juli 1942 bis November 1944 war sie wissenschaftliche Mitarbeiterin am Chemischen Institut der Universität Königsberg.
Im April 1950 folgte Köster-Pflugmacher ihrem Doktorvater Robert Schwarz, der inzwischen einen Ruf an die RWTH Aachen erhalten hatte. Sie wurde wissenschaftliche Assistentin am Institut für Anorganische Chemie und Elektrochemie und wurde über Bromoxide habilitiert. Sie erhielt die Venia legendi am Anorganischen Institut am 22. Mai 1953.
Annelore Köster-Pflugmacher wurde am 16. Februar 1960 zur außerplanmäßigen Professorin berufen, am 23. Mai 1961 Wissenschaftliche Rätin und am 1. Juli 1970 Wissenschaftliche Rätin und Professorin. Ihre Forschungstätigkeit widmete sie vor allem den Bromoxiden, Borsubbromiden, zwei-, drei- und vierkernigen Organogermanen, sowie Germanium-Stickstoff-Verbindungen. Schwerpunkt ihrer Lehrtätigkeit waren Vorlesungen für Studierende der Fachrichtungen Maschinenbau, Bergbau, Hüttenkunde und Chemie als Lehramt. 
Von 1961 an war sie Herausgeberin der Neuauflagen des Buchs von Gaston Charlots Qualitative Schnellanalyse der Kationen und Anionen in deutscher Sprache.
Köster-Pflugmacher ging am 31. März 1981 in den Ruhestand. Zu ihren Schülern gehörte unter anderem Hubertus Nickel vom Kernforschungszentrum Jülich.
Die RWTH Aachen würdigte ihre Habilitationsschrift im Jahr 2010 im Kalender 100 Jahre Frauenstudium an der RWTH.